# Feria de la Ciudad de México
La Feria de la Ciudad de México es una fiesta popular que desde 1995 se lleva a cabo en la capital de la República Mexicana, durante las semanas Santa y de Pascua (marzo / abril), en las instalaciones del Palacio de los Deportes.
Como toda feria, incluye tradicionalmente áreas comerciales, gastronómicas y artesanales, con la participación de más de 500 expositores. Se instalan también: juegos mecánicos, un circo, pista de patinaje sobre hielo, juegos inflables, funciones de lucha libre y otras atracciones para recibir a cerca de medio millón de visitantes cada año.
El “Foro de los Artistas” es un gran escenario por el que desfilan de manera permanente durante los 17 días de evento, más de 200 artistas a lo largo de la feria, entre los que se incluyen comediantes, cantantes, grupos musicales, magos, payasos y un concierto estelar cada día con figuras de actualidad.
Empresas como Lonas y Estructuras S.A. de C.V., Expo Coin, OCESA y Atracciones Díaz, participan año con año en este importante evento de la Ciudad de México
- Datos: Q5858868